# Edward Maitland
Edward Maitland (27 de Outubro de 1824-2 de Outubro de 1897), escritor inglês, nascido em Ipswich e educado em Cambridge.
Filho de Charles David Maitland, sacerdote da St James's Chapel, Brighton, sua família esperava educá-lo para o serviço religioso, mas suas idéias religiosas não o permitiam ordenar-se religioso. Viveu por muitos anos no exterior, primeiro na California e depois como um comissário da Coroa britânica na Austrália.
Após seu retorno à Inglaterra em 1857 ele adotou uma avançada posição humanitária, e declarou que havia adquirido um novo sentido, por meio do qual ele era capaz de discernir a condição espiritual de outras pessoas. ele esteve associado com a Dra. Anna Kingsford (1846-1888), que foi uma das primeiras médicas britânicas, e uma defensora dos direitos das mulheres, e dos direitos animais, e uma ardorosa lutadora contra a vivissecção e em prol do vegetarianismo, e que, além de ser uma pioneira na luta pela educação superior das mulheres, tornou-se uma mística e defensora de uma nova interpretação das escrituras sagradas cristãs; e junto com ela escreveu Keys of the Creeds (1875), The Perfect Way: or, the Finding of Christ -- O Caminho Perfeito: ou, a Descoberta de Cristo (1882), e fundou a Sociedade Hermética em 1884. Depois da morte da Dra. Anna Kingsford, ele fundou a União Cristã Esotérica, em 1891, e escreveu sua biografia Vida de Anna Kingsford (1896).

## Publicações Escolhidas
- 1875 - The Keys of the Creeds
- 1877 - The Soul, and How It Found Me
- 1882 - The Perfect Way; or, the Finding of Christ
- 1891 - The Bible’s Own Account of Itself
- 1892 - THE “NEW GOSPEL OF INTERPRETATION”: Being an Abstract of the Doctrine and a Statement of the Origin, Object, Basis, Method and Scope of the Esoteric Christian Union
- 1893 - The Story of Anna Kingsford and Edward Maitland and of the New Gospel of Interpretation
- 1896 - Anna Kingsford – Her Life, Letters, Diary and Work
- 1912 - Addresses and Essays on Vegetarianism
- 1916 - The Credo of Christendom: and Other Addresses and Essays on Esoteric Christianity